# 알렉세이 호먀코프

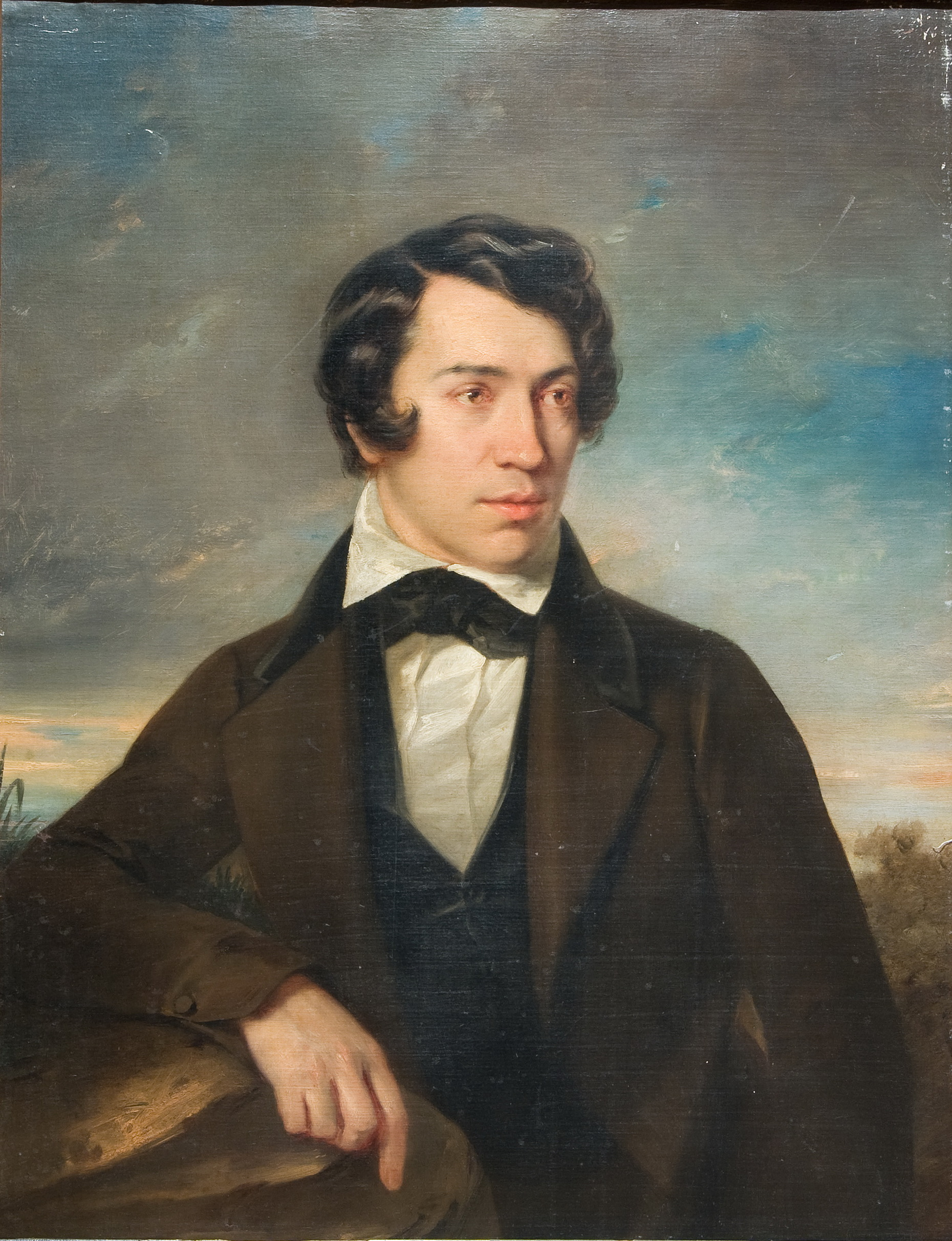
자화상(1842)

알렉세이 스테파노비치 호먀코프(Aleksey Stepanovich Khomyakov, 러시아어 : Алексе́й Степа́нович Хомяко́в, 1804년 5월 13일-1860년 10월 5일)는 러시아의 신학자, 철학자, 시인, 그리고 아마추어 예술가였다.
그는 이반 키레예프스키와 함께 슬라브주의 운동을 공동으로 창립했으며, 가장 유명한 이론가 중 한 명이 되었다. 그의 아들 니콜라이 호먀코프는 국가두마 (State Duma) 즉 러시아 연방의회의 하원 연사였다. 그는 농부를 치료하다가 콜레라로 사망하였다. 호먀코프의 모든 삶은 모스크바가 중심이었다. 그는 이 "천 개의 돔형식의 도시"를 러시아 생활 방식의 전형으로 보았다. 집주인이자 회화 주의자로서 똑같이 성공한 그는 평생 동안 거의 출판하지 않았다.
그의 친구들과 제자들에 의해 사후에 인쇄 된 그의 저서는 러시아 정교회와 표도르 도스토옙스키, 콘스탄틴 포베도노스체프, 블라디미르 솔로비요프와 같은 러시아 철학자들에게 깊은 영향을 미쳤다. 알렉산드르 게르첸의 <나의 과거와 사상>은 호먀코프의 밝은 성격을 가지고 있다.
호먀코프에게는 사회주의와 자본주의는 서구의 타락한 유산이었다. 서구는 협력을 희생시키고 경쟁을 강조하면서 인간의 영적 문제를 해결하지 못했다고 보았다. 그래서 그는 "로마는 자유를 희생시키면서 통일성을 유지했지만 개신교는 자유를 가졌지만 통일성을 잃었다"고 말했다. 호먀코프의 사상은 니케아 신조에 나타난 보편성(카톨릭)이라는 단어인 '소보르노스티'(sobornost)를 중심으로 한다. 소보르노스티라는 단어는 '함께함 '혹은 '동정심'으로 번역된다. 코라코프는 소보르노스티의 완전한 예를 러시아 미르 (공동체) (obshchina)로 보았다. 그는 러시아 농부들의 인간성을 극찬하였다.

## 작품
- Полное собранiе сочиненiй. Томъ I-VIII. Москва, 1900-1914.

## 같이 보기
- 러시아의 철학자 목록
- 소보르노스티

## 참고 문헌
- Lea B.Virághalmy: A homjakovi ekkléziológia szókincsének szemantikai elemzése. Budapest, 2002.
- Antonella Cavazza: A. S. Chomjakov. Opinione di un russo sugli stranieri. Bologna, 1997.
- Albert Gratieux: A.S. Khomiakov et le Mouvement Slavophile (In: Unam Sanctam 5-6) Paris, 1939.
- Georgio Paša: Homjakovi doctrina de Ecclesia. Excerpta ex dissertatione ad lauream in facultate Theologica Pontificiae Universitatis Gregorianae. Zagrebiae, 1943. 38 p.
- Peter Plank: Parapolimena zur Ekklesiologie A. S. Chomjakovs (In: Ostkirchliche Studien, Würzburg, 1980. pp. 3–29)
- John S. Romanides: Orthodox Ecclesiology According to Alexis Khomiakov (In: The Greek Orthodox Theological Review 1956/II.1 pp. 57–73.)
- Bernhard Schultze S.J.: Chomjakows Lehre über die Eucharistie (In: Orientalia Christiana Periodica. Vol.XIV. N0 I-II) Roma, 1948. pp. 138–161.
- Ernst Christoph Suttner: Offenbarung, Gnade und Kirche bei A.S. Chomjakov. (In: Das östliche Christentum. Neue Folge 20) Würzburg, 1967. 200 p.
- Jurij Samarin: Préface aux oeuvres théologiques de A.S. Khomiakov. (In: Unam Sanctam 7) Paris, 1939. 95 p.
- Marcin Ks. Wojciechowski: Nieomylosc Kosciola Chrystusowego wedlug A. Chomiakowa i jego zwolenników. Lublin, 1938. 187 p.
- ed. Vladimir Tsurikov, A.S. Khomiakov: Poet, Philosopher, Theologian, Jordanville, 2004. 206 p.
- E. Skobtsova (Mother Maria). The Crucible of Doubts -- Khomyakov, Dostoevsky, Solov'ev, In Search of Synthesis, Four 1929 Works, frsj Publications, 2016, 166 p. ISBN 97809963992349780996399234
- Nicholas Berdyaev. Aleksei Stepanovich Khomyakov, frsj Publications, 2017, 224 p. ISBN 97809963992589780996399258